# جون د. شيروود
جون د. شيروود (بالإنجليزية: John D. Sherwood)‏ هو كاتب أمريكي، ولد في 24 نوفمبر 1818، وتوفي في 30 أبريل 1891.